# Trunk (musikalbum)
Trunk är ett album från 2013 av Ulf Lundell.

## Låtlista
1. Vi är inte arbetslösa
2. När vi var kungar
3. Det går som smort
4. Som en fyr i natten
5. Poker i Karibien
6. L-bows & Kash
7. 63 i november
8. Gå på tvärs
9. Fritt fall
10. Kom hem igen
11. El perro
12. Jag vill ha fest

## Medverkande
- Ulf Lundell - sång, gitarr, kompositör, textförfattare
- Janne Bark - gitarr
- Jens Frithiof - gitarr
- Surjo Benigh - bas
- Andreas Dahlbäck - trummor, slagverk
- Marcus Olsson - synt, keyboard, saxofon, piano, orgel

## Listplaceringar
| Lista (2013-2014) | Topplacering |
| ----------------- | ------------ |
| Norge             | 25           |
| Sverige           | 1            |

### Fotnoter
1. ↑  ”Ulf Lundell släpper nytt studioinspelat album ”Trunk” den 20 november”. Warner Music. 23 oktober 2013. http://www.mynewsdesk.com/se/warnermusic/pressreleases/ulf-lundell-slaepper-nytt-studioinspelat-album-trunk-den-20-november-920896. Läst 9 september 2014.
2. ↑  ”Trunk”. Svensk mediedatabas. 25 februari 2013. http://smdb.kb.se/catalog/id/002973505. Läst 9 september 2014.
3. ↑  ”Trunk”. Norwegiancharts. 25 februari 2013. http://norwegiancharts.com/showitem.asp?interpret=Ulf+Lundell&titel=Trunk&cat=a. Läst 9 september 2014.
4. ↑  ”Trunk”. Swedischcharts. 25 februari 2013. http://swedishcharts.com/showitem.asp?interpret=Ulf+Lundell&titel=Trunk&cat=a. Läst 9 september 2014.